# Friedrich Heiler
Friedrich Heiler (Monaco di Baviera, 30 gennaio 1892 – Monaco di Baviera, 18 aprile 1967) è stato uno storico delle religioni, teologo e vescovo luterano tedesco.

## La vita
Proveniente da una famiglia cattolica, Heiler compì gli studi in qualità di allievo del teologo cattolico Karl Borromäus Adam (1876-1966), specializzandosi in Indologia.
Nel 1918 pubblicò la sua tesi di laurea con il titolo Das Gebet (La preghiera) operà che incontrerà il favore del pubblico. In questa opera Heiler distinse la preghiera offerta per fede da quella mistica che consiste nella comunione con Dio.
Nel 1919, dopo aver incontrato il teologo e storico delle religioni luterano svedese Nathan Söderblom (1866-1931), Heiler lasciò la Chiesa cattolica per entrare in quella luterana.
Nel 1922 divenne professore di religione comparata all'Università di Marburgo su richiesta di Rudolf Otto (1869-1937), incarico che gli consentì di approfondire la mistica orientale, buddhista e brahmanica, come elemento di dialogo con il Cristianesimo. Lascerà questa cattedra  dopo l'avvento del regime nazista ma la riprenderà alla fine della Seconda guerra mondiale nel 1947.
Entrò quindi nel raggruppamento della Hochkirchliche Bewegung divenendone  presidente nel 1929 mentre, nel 1931, venne consacrato vescovo in Svizzera.
Nel 1953 venne nominato direttore del Religionskundliche Sammlung e, nel 1960, al termine della sua carriera accademica, presiedette il "Congresso internazionale di Storia delle religioni" tenutosi a Marburgo.

## Il pensiero
Dopo aver soggiornato per dieci mesi in India, Friedrich Heiler pubblicò nel 1961 Erscheinungsformen und Wesen der Religion, la sua opera principale, dove, allacciandosi alla tradizione di studi della Fenomenologia della religione e,  riprendendo le osservazioni di Nathan Söderblom, Rudolf Otto e Gerardus van der Leeuw, identificò il sacro come l'origine di ogni religione.
Heiler coniò l'espressione di Una sancta religionum (teoria della "riduzione ad uno" di tutte le religioni, già espressa da Heiler nel Congresso di Marburgo del 1960) ritenendo la mistica l'approdo ultimo di tutte le religioni. La sua teoria teologica e fenomenologica sulle religioni si espresse attraverso tre cerchi concentrici: il primo cerchio rappresenta ciò che delle religioni è visibile; il secondo riguarda l'azione visibile di Dio; il terzo ed ultimo cerchio è inerente al Deus absconditus, il Dio nascosto.
Lo studioso delle religioni è, per Heiler, lo studioso del sacro che si cela in ogni religione; egli deve dunque superare le manifestazioni esteriori (erscheinungsformen) delle religioni e giungere nel loro cuore, nella loro essenza nascosta (wesen).

## Le opere
- Die Buddhistische Versenkung. Eine religionsgeschichtliche Untersuchung. Reinhardt, München 1918; 2. A. ebd. 1922
- Das Gebet. Eine religionsgeschichtliche und religionspsychologische Untersuchung (= Diss. München 1917). Reinhardt, München 1919; unv. Nachdruck der 5. A. 1923 ebd. 1969 (La preghiera : studio di storia e psicologia delle religioni, a cura di Martino Doni, Morcelliana, Brescia, 2016)
- Das Wesen des Katholizismus. Sechs Vorträge, gehalten im Herbst 1919 in Schweden. Reinhardt, München 1920
  - Neubearbeitung als: Der Katholizismus. Seine Idee und seine Erscheinung. Reinhardt, München 1923; unv. Nachdruck ebd. 1970
- Katholischer und evangelischer Gottesdienst. Kaiser, München 1921; 2. A. Reinhart, München 1925
- Die mystik in den Upanishaden, Munchen, 1925 (Il misticismo delle Upanisad, Bocca, Milano, 1944)
- Sadhu Sundar Singh. Ein Apostel des Ostens und Westens. Reinhart, München 1924; Turm, Bietigheim 1987 (= Nachdruck der 4. A. München 1926), ISBN 3-7999-0220-1
- Evangelische Katholizität (= Gesammelte Aufsätze und Vorträge, Band 1). Reinhardt, München 1926
- Im Ringen um die Kirche (= Gesammelte Aufsätze und Vorträge, Band 2). Reinhardt, München 1931
- Urkirche und Ostkirche (= Die Katholische Kirche des Ostens und Westens, Band 1). Reinhardt, München 1937
  - Neubearbeitung als: Die Ostkirchen. Reinhardt, München 1971
- Altkirchliche Autonomie und Päpstlicher Zentralismus (= Die Katholische Kirche des Ostens und Westens, Band 2, Teil 1). Reinhardt, München 1941
- Der Vater des katholischen Modernismus. Alfred Loisy (1857–1940). Erasmus, München 1947
- Mysterium Caritatis. Predigten für das Kirchenjahr. Reinhardt, 11. Aufl., München 1949
- Die Religionen der Menschheit in Vergangenheit und Gegenwart. Stuttgart 1959; 2. A. 1962 (Storia delle religioni, 2 voll., trad. di Giulia Dei, Sansoni, Firenze, I ed. 1962)
  - Neuausgabe (= 3. A.) von Kurt Goldammer als: Die Religionen der Menschheit. Reclam, Stuttgart 1980; 7. A. 2003, ISBN 3-15-010460-2
- Erscheinungsformen und Wesen der Religion. Kohlhammer, Stuttgart 1961; 2. verb. A. 1979, ISBN 3-17-004967-4 (Le religioni dell'umanità, a cura di Luigi Saibene, trad.  di Mariarosa Limiroli Barcella, Jaka Book, Milano, 1985)
- Ecclesia Caritatis. Oekumenische Predigten für das Kirchenjahr. Edel, Marburg 1964
- Vom Werden der Ökumene. 2 Vorlesungen. Evang. Missionsverlag (Beiheft zur Ökumenischen Rundschau 6), Stuttgart 1967
- Die Frau in den Religionen der Menschheit. De Gruyter (Theologische Bibliothek Töpelmann 33), Berlin 1977
- Rundbriefe der Ostasien- und Indienreise. Lembeck, Frankfurt am Main 2004, ISBN 3-87476-416-8
- San Francesco d’Assisi e la Chiesa cattolica, traduzione in italiano a cura di Barbara Faes e Lothar Vogel, Edizioni Biblioteca Francescana, Milano 2021.